# Jack L. Warner
Jack Leonard Warner, nato Jacob Warner (London, 2 agosto 1892 – Los Angeles, 9 settembre 1978), è stato un produttore cinematografico canadese naturalizzato statunitense, cofondatore e ultimo presidente della casa cinematografica Warner Bros., azienda nata nel 1918 per sua iniziativa e dei suoi tre fratelli, Harry, Albert e Sam.

## Biografia

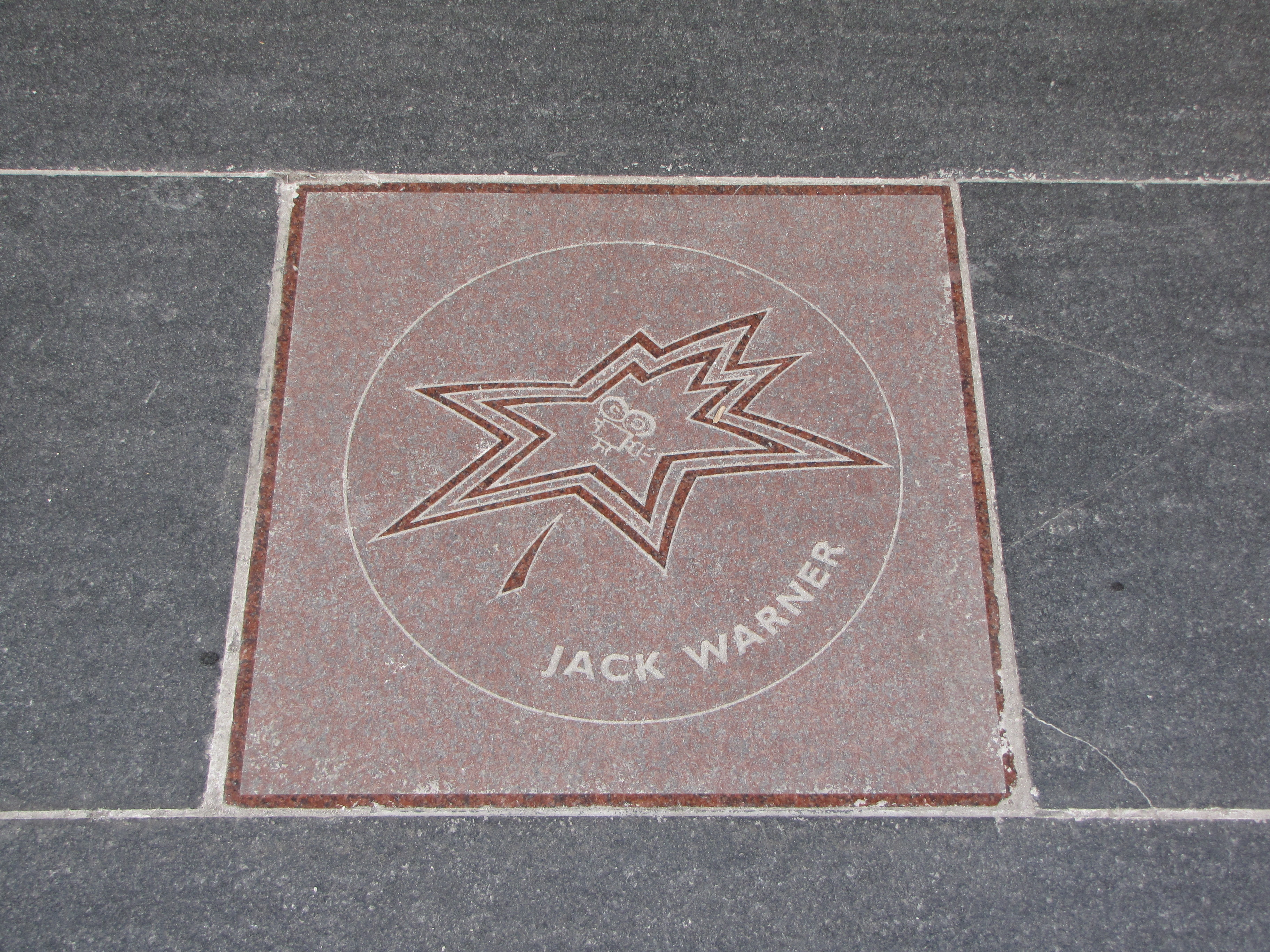
La stella di Jack Warner a Toronto

Nativo canadese di famiglia ebrea polacca, si trasferì successivamente negli Stati Uniti e fu tra i fondatori, nel 1927, dell'Academy of Motion Picture Arts and Sciences (AMPAS), organizzazione che dal 1929 conferisce i riconoscimenti noti come Premi Oscar.
Jack Warner, nella sua carriera, firmò anche come direttore di produzione una cinquantina di pellicole dal 1937 al 1960 e apparve nel ruolo di un soldato in Open Your Eyes, un film di Gilbert P. Hamilton del 1919. La sua firma appare anche come sceneggiatore in Five and Ten Cent Annie e in Sonny Boy e come regista in Cleaned and Dry (1921) e Un'avventura pericolosa, un serial del 1922.

## Filmografia

### Produttore
- My Four Years in Germany, regia di William Nigh (1918)
- La città perduta (The Lost City), regia di E.A. Martin (1920)
- So Big!, regia di William A. Wellman (1932)
- Tentazioni (The Cabin in the Cotton), regia di Michael Curtiz (1932)
- Uomini nello spazio (Parachute Jumper), regia di Alfred E. Green (1933)
- Lo zio in vacanza (The Working Man), regia di John G. Adolfi (1933)
- Housewife, regia di Alfred E. Green (1934)
- The Man with Two Faces, regia di Archie Mayo (1934)
- Mogli di lusso (The Golden Arrow), regia di Alfred E. Green (1936)
- Tovarich, regia di Anatole Litvak (1937)
- Tradimento (Her Husband's Secretary), regia di Frank McDonald (1937)
- Torchy Runs for Mayor, regia di Ray McCarey (1939)
- Ribalta di gloria (Yankee Doodle Dandy), regia di Michael Curtiz (1942)
- I cospiratori (The Conspirators), regia di Jean Negulesco (1944)
- Il giuramento dei forzati (Passage to Marseille), regia di Michael Curtiz - produttore esecutivo (1944)
- Il pilota del Mississippi (The Adventures of Mark Twain), regia di Irving Rapper - produttore esecutivo (1944)
- Duello a S. Antonio (San Antonio), regia di David Butler e, non accreditati, Robert Florey e Raoul Walsh (1945)
- L'idolo cinese (Three Strangers), regia di Jean Negulesco - produttore esecutivo (1946)
- Smarrimento (Nora Prentiss), regia di Vincent Sherman (1947)
- Vorrei sposare (June Bride), regia di Bretaigne Windust (1948)
- Sempre più notte (Night Unto Night), regia di Don Siegel (1949)

### Sceneggiatore
- Five and Ten Cent Annie, regia di Roy Del Ruth (1928)
- Sonny Boy, regia di Archie Mayo (1929)

### Regista
- Cleaned and Dry (1921)
- Un'avventura pericolosa (A Dangerous Adventure), co-regia di Sam Warner (1922)

### Attore
- Open Your Eyes, regia di Gilbert P. Hamilton (1919)